# シール (イギリス潜水艦)
| シール   |                                                                 |
| 艦歴     |                                                                 |
| 発注     |                                                                 |
| 起工     | 1936年12月9日                                                   |
| 進水     | 1938年9月27日                                                   |
| 就役     | 1939年5月24日                                                   |
| 退役     |                                                                 |
| その後   | 1940年5月5日にドイツ海軍により捕獲。                            |
| 除籍     | 1941年（UBとして）                                              |
| 性能諸元 |                                                                 |
| 排水量   | 水上 1,810トン、水中2,157トン                                   |
| 全長     | 293 ft (89m)                                                    |
| 全幅     | 25 ft 6 in (7.77 m)                                             |
| 吃水     | 16 ft 10 in (5.13 m)                                            |
| 機関     | ディーゼルエンジン（3,300 hp） 電気モーター（1,630 hp） 2軸推進 |
| 最大速   | 水上15.5ノット 水中8.75ノット                                   |
| 乗員     | 士官、兵員59名                                                  |
| 兵装     | 4インチ砲1門 21 in 艦首魚雷発射管6門（魚雷12本）、機雷50        |

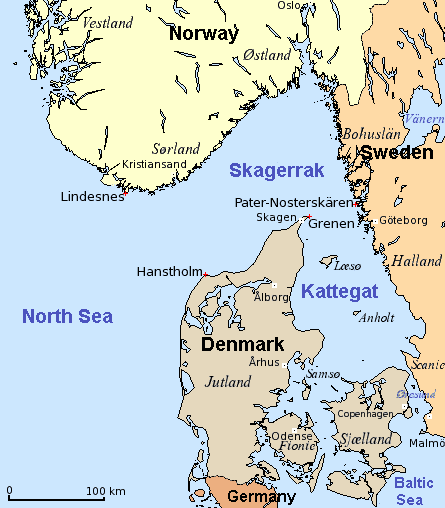
カテガット海峡とスカゲラク海峡

シール (HMS Seal) は、イギリス海軍の機雷敷設潜水艦。グランパス級。本艦は第二次世界大戦に参加し、ドイツ海軍に捕獲された後でドイツ艦UBとして就役した。第二次世界大戦でドイツ側が海上で捕獲した唯一の潜水艦である。
シールは1936年12月9日にチャタム工廠で起工され、1938年9月27日に進水、1939年5月24日に英海軍に就役した。英海軍籍時代の全期間をルパート・ロンズデール（Rupert Lonsdale）が指揮を執り、本艦は彼にとって2隻目の指揮艦であった。

## 初期の艦歴
就役にあたりシールはダートマス（Dartmouth）のトール湾（Torbay）において受領試験を実施した。最初の潜航試験を無事に終了した1939年6月1日にリヴァプールで試験中のHMS シーティス沈没の報が知らされ、多くの戦友を失った乗組員は喪失感を味わった。シールはゴスポート（Gosport）に移動して魚雷発射試験を完了した。
8月4日にシールは、HMS グランパスとHMS ロークァル（HMS Rorqual）に合流するためにジブラルタル、マルタ、スエズ運河経由で中国への航海へ出た。しかし、第二次世界大戦の勃発によりアデンで足止めされ、まだ参戦していない時期にドイツの潜水艦を曳航している恐れのあるイタリア側を監視するための2回の臨時哨戒に駆り出された。シールは損傷した駆逐艦を護衛して母港へ帰投し、ドッガーバンク付近の哨戒を実施するために北海へ取って返し、そこでドイツ軍機から初めての攻撃を受けた。その後ハリファックスへの14日間の航海を行う船団の護衛に加えられた。シールはクリスマス休暇に間に合うように帰国し、ブライス（Blyth）に臨時に設立されたエルフィン（Elfin）基地に配置された。その後ロサイス（Rosyth）を拠点としてノルウェーの戦いの一翼を担う北海での哨戒任務に充てられた。1940年2月のある夜にシールは余分の人員 - 武装した一団 - を乗船させ、アルトマルク号を奪取する作戦に参加したが、アルトマルク号事件となる出来事では何の役割も果たさなかった。ホートン提督（Admiral Horton）は、ロサイスへの帰路の途上のシールを出迎えると「貴艦は戦時の艦船としては余りにも無垢である。何かが間違っているに違いない。」（"You're too damn clean for a war-time boat. Something must be wrong"）と述べた。しかし、ホートンは航海日誌に記載する時には「貴艦は途轍もなく優秀な乗組員を擁しているに違いない。」（"you must have a damn good crew"）と意見を変えた。
1940年3月の終わりにドイツ軍はノルウェーに侵攻し、シールはノルウェー沿岸の作戦から外れた。ロンズデール艦長はスタバンゲルフィヨルド（Stavangerfjord）に侵入し、新しいアスディック装置を使用してスタヴァンゲルの港へ到達するという冒険的な作戦の決行を決断した。港には4隻の商船が停泊していたが、これらは全て中立国の国旗を掲げていた。ロンズデールは水上機基地への攻撃と上陸部隊による鉄道へのサボタージュ工作実施の許可を申請したが、これらは固く禁じられる一方で、遭遇したドイツ海軍の艦艇はシールの魚雷で攻撃するには喫水が浅すぎた。同じ場所で同じ時期に戦没したHMS シストル（HMS Thistle）とは違い、魚雷による攻撃から危うく逃れたシールは士気の低下した乗組員と共にロサイスへ帰投した。

## カテガット海峡での喪失
1年間の洋上任務を経て商船との接触により幾らかの損傷を受けたシールは、チャタム工廠の乾ドックへ戻る必要があったが、姉妹艦のHMS カチャロット（HMS Cachalot）が衝突による損傷により乾ドックでの大掛かりな修理を必要としていた。シールに対する修理の幾つかはノーサンバーランドのブライスで行われ、カチャロットの機雷敷設任務を引き継ぐように命じられた。シールは、デンマークとスウェーデンにあるカテガット海峡への機雷敷設作戦のDF-7作戦（Operation DF 7）に割り当てられたが、これはとりわけ危険な仕事であり、シール程の大型艦にとっては尚更そうであった。艦隊指揮官のベスオール（Bethall）大佐は、ホートン提督にこの命令の再考を説得することができなかった。
4月29日にシールは、50基の機雷を搭載してイミンガム（Immingham）を出港した。スカゲラク海峡に差し掛かったところで、6発の魚雷を6発命中させてドイツの防衛網を引っ掻き回してからちょうどその海域を離れようとするHMS ナールワル（HMS Narwhal）に邂逅した。5月4日の02:30時頃、浅瀬を定速で航行しつつ活動抑制を実施していたときにドイツ軍機ハインケル He 115に発見され、深度90フィートまで潜航したが爆弾により若干の損傷を受けた。後刻その日の朝にロンズデールは、ドイツ軍の対潜トローラー（anti-submarine trawler）が目標地点周辺でシールの捜索行っているのを発見し、第2目標地点への進路をとらざるを得なかった。09:00時頃シールは50基の機雷の敷設を開始し、この任務は約45分後に完了した。
シールは、進路を変更し帰港への途についたが、対潜トローラーが後を追ってきていた。ロンズデールは回避コースをとり、対潜トローラーが聴音のために停船しているときに探知用のアスディックを使用した。その後15:00時に別の方向から接近してくる哨戒中のドイツ軍対潜MTB 9隻を探知した。日没までにはまだだいぶ間があり、カテガット海峡は浅すぎてシール程の大型艦が深く潜り潜水航行することはできなかった。ロンズデールは回避のためにジグザグ・コースを航走し、18:00時頃に艦を海底に着床させた。乗組員は知らなかったが艦は海図に記されていない機雷原に迷い込んでいた。艦の潜舵（Hydroplane）の一つが機雷の係留索を引っ掛けていて、18:30頃には艦尾のほうに流されてきていたこの機雷は大規模な爆発を起こし、シールに甚大な損傷を与えた。
苦痛を感じるほどの気圧の上昇は、膨大な量の海水が艦に流入していることを示していた。乗組員の夕食は食堂中にぶちまけられ、この混沌とした状況は艦首側が約10度上方に傾いていることを示していた。全ての水密扉は素早く閉鎖され、最後尾区画に閉じ込められた2名が何とか司令区画にたどり着くと全乗組員の所在が確認された。驚くべきことにシールを追っていた敵艦は、この爆発に気付かず立ち去ってしまった。様々な点検と修理がなされた後、十分な暗闇が訪れる22:30時まで艦を浮上させるのを待たねばならなかった。
22:30時にバラストタンクが「ブロー」（排水）されると共に主モーターが始動されたが、艦尾は強固に海底に食い込んで離れなかった。艦首は急角度で屹立し、浮上の試みは諦めねばならなかった。この時点で艦内の空気は酷く汚濁していた。排水が実行され、艦尾のトリムタンクに空気を送り込むポンプを始動させるための緊急修理が行われた。2度目の浮上を試みるために重量11トンの落下キールが分離されたが、これは艦が2度と潜水できなくなることを意味していた。残りのタンクをブローするためにより高圧の圧縮空気が使用されたが、再び浮上の試みは不成功に終わった。二酸化炭素による空気汚濁は乗組員の状況を悪化させ、エンジンとメインバラストを使用した3度目の試みが求められた。これも再び艦を浮上させることに失敗した。
5日の01:10時に敬虔なキリスト教徒であるロンズデールは、祈りを捧げるために乗組員を呼び、主の祈りを唱和した。その後に乗組員は多くが衰弱し疲弊していたが、重心を傾けるためにできる限り艦の前方へ移動するようにという艦長の命令を実行に移した。デーヴィス脱出装置（the Davies escape gear）を使用するという案が出たが、この方法では脱出には数時間を要し、数名が脱出する間に艦全体に浸水が広がる危険があることが分かった。機関部員がサルベージ・ブローを開くことができることに気付き、艦を浮上させるための最後の試みが実行された。エンジンが点火されたが酸素不足のために停止してしまった。バッテリーはほぼ空で、圧縮空気は使い果たしていた。機関員が甲板昇降口へ上がる所に少量の空気を蓄えている1本の圧縮空気系統があることを思い出し、バルブまでたどり着くとそれを開いた。シールは上方に向かい動き始めた。
シールは01:30時に海面に浮上し、艦内圧力が開放されると新鮮な外気が酸素欠乏に苦しんでいた乗組員の頭痛を解消した。ロンズデールは、艦橋に這い上がると陸地を視認し、スウェーデン領海に向けて航行することを決めた。機密書類は海底に沈められ、アスディックも破壊されて破片は海へ投棄された。ロンズデールは海軍本部へ「ワレ、スウェーデン沿岸へムカフ。」と電文を送った。暗号表は破棄されたためロンズデールは、「了解、賛同ス。幸運ヲ祈ル。」と「アスディックヲ破壊シタ後ワ、貴官ノ最優先事項ワ乗組員ノ安全確保ナリ。」という2通の返信を受け取ることができなかった。もしこの電文を受け取ることができていれば、これ以降の意思決定に覆いかぶさるロンズデールの甚だしく多大な苦悩を和らげることができたであろう。横舵は損傷して艦を操舵することはできなかったが、後進することは可能であることが分かった。僅かながら前進はできたが、泥濘が潤滑系統に入り込み稼動していた1基のエンジンも停止してしまった。
02:30時にシールは、ドイツ軍の2機のアラド Ar 196機ともう1機のハインケル機に発見され、攻撃を受けた。攻撃を受けたときに艦橋にいたロンズデールは、ルイス軽機関銃でこれを撃退しようとしたが2丁とも装填不能になってしまった。潜水できないシールは、動力源を失い、数名の乗組員は負傷し、防御兵装も残されておらず、降伏する以外にとれる手段は無かった。食堂の白いテーブルクロスがマストに掲げられた。シュミット（Schmidt）少尉は操縦する水上機をシールに横付けすると艦長に自分の元に泳いで来るように求めた。35回目の誕生日の日にロンズデールは泳いで敵の水上機へ向かう破目になった。その後直ぐに曹長（Chief Petty Officer）が泳いでもう1機のアラド機へ向かった。乗組員は艦上で06:30時に到着する対潜トローラーUJ-128を待った。破孔して傾いた艦が自然に任せて沈むことが期待されたが、自沈させる試みも実行された。ドイツ側の拿捕部隊は乗組員を退艦させ、シールをフレゼリクスハウンへ曳航した。
シールにより設けられた機雷原は、5月5日から6月5日の間にドイツの貨物船1隻（Vogesen, 4,241 BRT）と3隻のスウェーデン籍船の合計トン数7,000 BRTにも及ぶ船舶を沈めた。

## ドイツ管理下で
シールは、フレゼリクスハウンで航行可能な状態まで応急修理が施され、その後キールへ曳航されて行った。カールス提督は、シールを戦利品と認め、同じ費用をかければ優秀な新しいドイツのUボートが3隻建造できるであろうにもかかわらず、これを運用可能な状態に修理すべきであると主張した。装備品と装甲は全く互換性が無く、補修部品を入手できる当てがなかったにもかかわらず修理は決行され、1941年春にシールはブルーノ・マーン（Bruno Mahn）中佐指揮のUBとしてドイツ海軍に就役した。52歳のマーンは、第二次世界大戦に従軍したドイツ海軍で最年長の潜水艦艦長であった。艦はプロパガンダの展示用と訓練艦として使用されたが、クルップ社が全般の機械機構を製造するのには1942年遅くまでかかった。訓練航走では多くの不具合が露呈し、費用も非現実的な額であったことから1943年半ばには払い下げられ、装備品を取り外されてからキールの造船所の片隅に放置された。後にこの艦は、アドミラル・ヒッパーを沈めた連合国軍の航空攻撃と同じ攻撃で被弾、沈没した。ドイツ海軍にとり唯一の価値ある収穫は、英軍側魚雷の撃発装置の優秀な設計を特定できたことで、この設計を自軍の魚雷に取り入れた。

## 乗組員
乗組員は、捕獲者であるドイツ側との間で互いに尊敬の念を抱いた雰囲気の中でお決まりの尋問を受け、その後の将校と兵員とに分けられると1945年4月まで各々専用の捕虜収容所に戦争捕虜として収容された。乗艦のシールは、就役したときにケント州のシール村（Seal）の名を戴いたことから、乗組員は収容期間中に同村の住民から相当の慰問品を受け取った。
乗組員の中の2名は脱走を図った。収容当初、この下士官と水兵はポーランドのトルンにあるスタラグ XX A（Stalag XX A）に収容されていた。下士官のバーンズ（Barnes）は集団脱走に参加し、一人の兵士と共に何とかポーランドの地下組織と連絡をつけた。2人はソ連国境までたどり着いたが、ソ連の国境警備隊員は状況を理解できず2人から略奪を行うと立ち去るように言った。銃声が鳴り響き、それ以降バーンズの声は聞かれなかったが、兵士の方は帰国することができた。
機関員の一人ドン・"タビー"・リスター（Don "Tubby" Lister）は、何度も脱走を図り最後にはコルディッツ城（Colditz Castle）にあるオフラグ IV-C（Oflag IV-C）に送られた。そこからの脱走が如何に困難なものであるかが分かると、リスターともう一人のERA（Engine Room Artificer：機関技術兵）W・E・"ワリー"・ハモンド（W. E. "Wally" Hammond、沈没した潜水艦HMS シャークの元乗組員）は、自分たちは将校ではないから兵卒用の捕虜収容所へ移送されるべきだと主張した。計略はうまく運び、2人はより警備の手薄な収容所へ移送され、1942年遅くにそこからの脱走を図った。数百マイルに及ぶ逃避行の末にスイスに入国し、その後帰国した。
大多数の将校と下士官は一括してマルラグ（Marlag：海軍捕虜収容所）に収容され、戦争期間の大部分をそこで比較的穏やかに過ごした。しかし、1945年4月に連合国軍がブレーメンから15マイルの地点に到達すると、捕虜はリューベックへ向けて徒歩で移動させられた。移動の途中で隊列は連合国軍のスーパーマリン スピットファイア機の攻撃を受けたが、リューベックに到着して間もなく戦争は終わり、捕虜は英国に帰国することができた。バーンズとシールが浮上したときに海に落ちて行方不明となったエイブル・シーマン・スミス（Able Seaman Smith）以外の全乗組員が生き残った。
ロンズデール少佐は、全戦争期間中で指揮艦を敵側に明け渡した唯一の英国艦の艦長であった。ロンズデールと彼が離艦した後を任せたテレンス・バトラー（Terence Butler）大尉は、1946年に避け難い軍法会議に召喚されたが、栄誉をもって無罪放免となった。